# NGC 5638
NGC 5638 ist eine 11,2 mag helle Elliptische Galaxie vom Hubble-Typ E1 im Sternbild Jungfrau und etwa 75 Millionen Lichtjahre von der Milchstraße entfernt.
Sie steht in starker Wechselwirkung mit NGC 5636 und wurde zusammen mit dieser am 30. April 1786 von Wilhelm Herschel mit einem 18,7-Zoll-Spiegelteleskop entdeckt,  der sie dabei mit „Two. The southern [NGC 5638] pB, pL, R, gbM. The northern [NGC 5636] eF, cL, distance 2′“ beschrieb.